# Paracophus apterus
Paracophus apterus är en insektsart som beskrevs av Lucien Chopard 1947. Paracophus apterus ingår i släktet Paracophus och familjen syrsor. Inga underarter finns listade i Catalogue of Life.